# Asistent medical

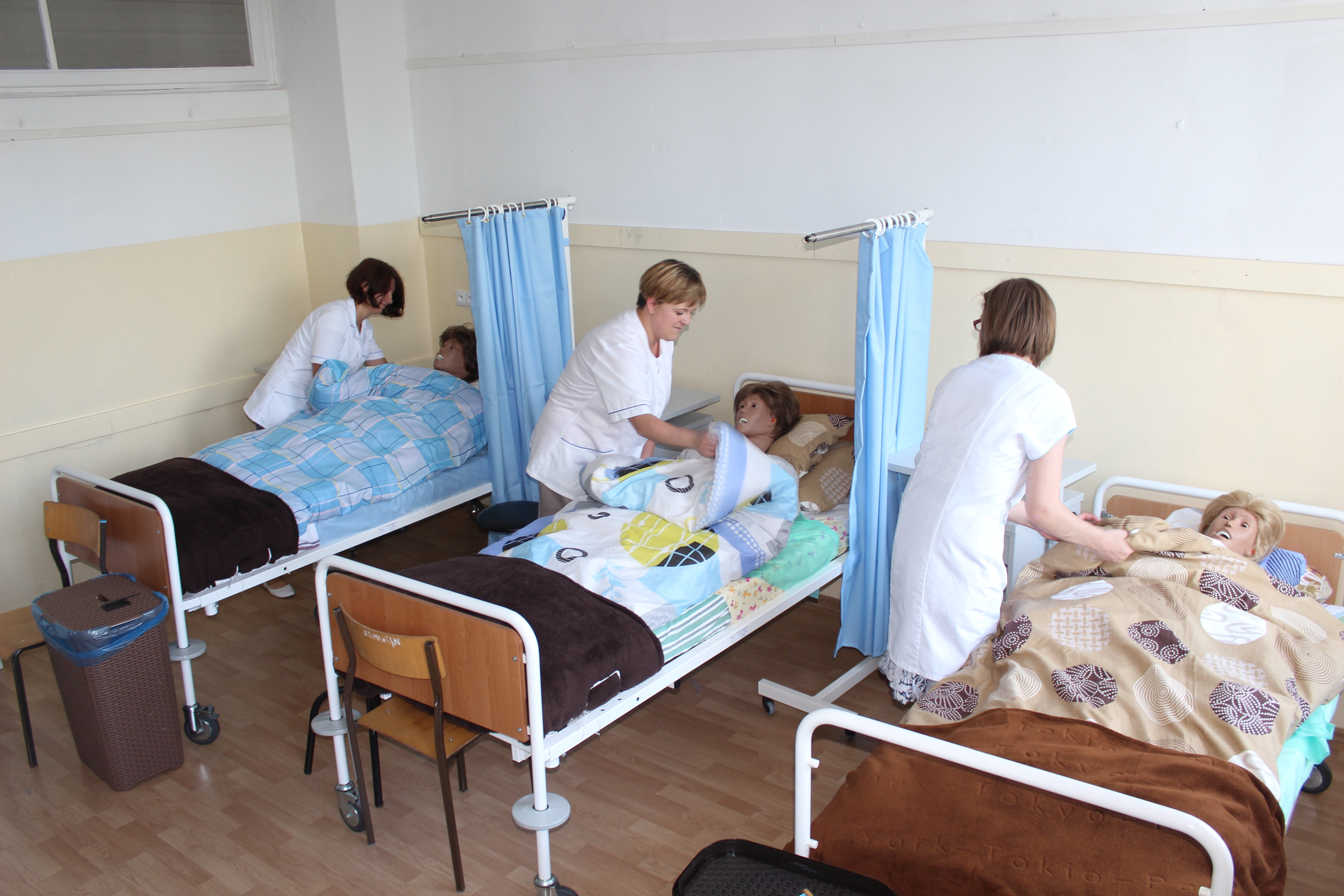
Viitoare asistente medicale din Polonia exersând îngrijirea bolnavilor

Asistentul medical (en: nurse) este o persoană ce lucrează în domeniul medical, calificată să îngrijească bolnavii (indivizi, familii sau comunități). Asistenții medicali pot fi diferențiați de alți furnizori de servicii medicale prin abordarea lor față de îngrijirea pacientului, instruire și domeniul de aplicare. În funcție de mediul în care profesează, asistentul medical poate lucra alături de un medic, îndeplinind îndrumările acestuia spre tratarea pacientului, sau independent, deținând un nivel variabil de autoritate în prescrierea rețetelor medicale.
Din punct de vedere istoric, majoritatea asistenților medicali a fost compusă din femei. În 2005, statisticile au arătat că 92% din asistenții medicali ai Statelor Unite erau de sex feminin. Asistenta medicală mai poartă numele de soră.

## Istorie
Istoria timpurie a asistenților medicali este afectată de lipsa surselor scrise, practica fiind însă considerată în general o extensie a funcției de moașă sau femeie care alăptează.
În jurul anului 100 î.Hr., în India, este scrisă în sanscrită Charaka Samhita, lucrare despre medicina ayurvedică. Aceasta afirmă că, pentru o bună practică medicală, este nevoie de un pacient, un medic, o asistentă și de medicamente, iar asistenta trebuie să fie conștiincioasă, pricepută în pregătirea dozajelor, empatică față de toată lumea și curată. 
Înainte de întemeierea asistenței medicale moderne, membrii ordinelor religioase, cum ar fi călugărițele și călugării, ofereau adesea îngrijiri asemănătoare asistenților medicali. Există exemple în tradițiile creștine, islamice și budiste, printre altele. Încă din primele secole de existență, creștinismul și-a încurajat credincioșii să vegheze peste bolnavi și infirmi urmând exemplul lui Iisus Hristos. Prima asistentă creștină a fost diaconița Febe, menționată în Epistola lui Pavel către romani. Născută în jurul anului 620 d.Hr., Rufaidah bint Sa'ad, contemporană a profetului Mahomed, devine prima asistentă musulmană.
În timpul Revoluției Protestante din secolul al XVI-lea, reformatorii protestanți au închis mănăstirile și lăcașele de cult, permițând ca doar câteva sute de ospicii municipale să rămână în funcțiune în nordul Europei. Călugărițelor care au slujit ca asistente li s-au acordat pensii sau li s-a spus să se căsătorească și să rămână acasă. Îngrijirea medicală a fost pasată către cei fără experiență, deoarece îngrijitorii tradiționali, înrădăcinați în Biserica Romano-Catolică, au fost îndepărtați din funcțiile lor. Profesia de asistent medical a suferit un regres major timp de aproximativ 200 de ani.
În timpul războiului din Crimeea, Marea Ducesă Elena Pavlovna a lansat un apel pentru ca femeile să se alăture Ordinului Înălțarea Crucii (Krestodvizhenskaya obshchina) în campanii și spitale militare. Primul grup de douăzeci și opt de surori, condus de Aleksandra Petrovna Stahovici, directoarea Ordinului, a plecat în Crimeea la începutul lunii noiembrie 1854. Britanica Florence Nightingale a pus bazele asistenței medicale moderne după încheierea războiului. Cartea sa, Notes on Nursing: What it is and What it is Not, publicată în 1859, descrie mediul igienic în care ar trebui tratat pacientul, dar și importanța luminii, aerisirii și căldurii în vindecare. În 1860, Nightingale înființează prima școală de asistente din lume conectată în mod continuu la un spital și la o școală de medicină. Modelul de asistență Nightingale devine popular și este adoptat în restul Europei și în America de Nord după anii 1870. Alte pioniere ale asistenței medicale sunt Mary Seacole, Agnes Hunt, Agnes Jones, Linda Richards, Clara Barton și Marianne Cope.

### Secolul al XX-lea

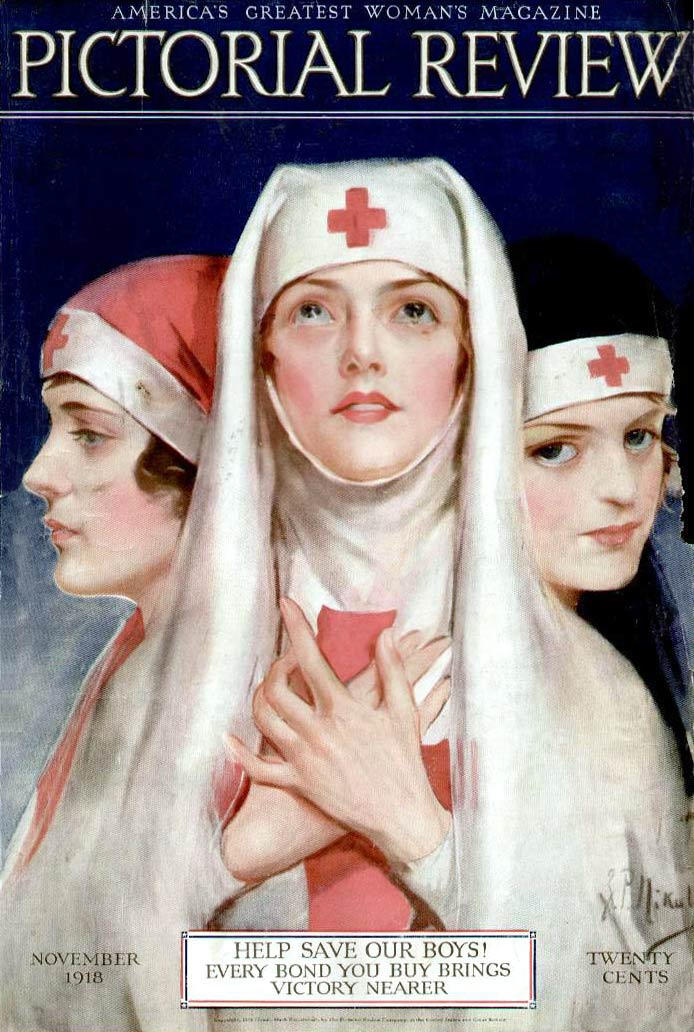
Asistente medicale pe coperta revistei new-yorkeze Pictorial Review, noiembrie 1918

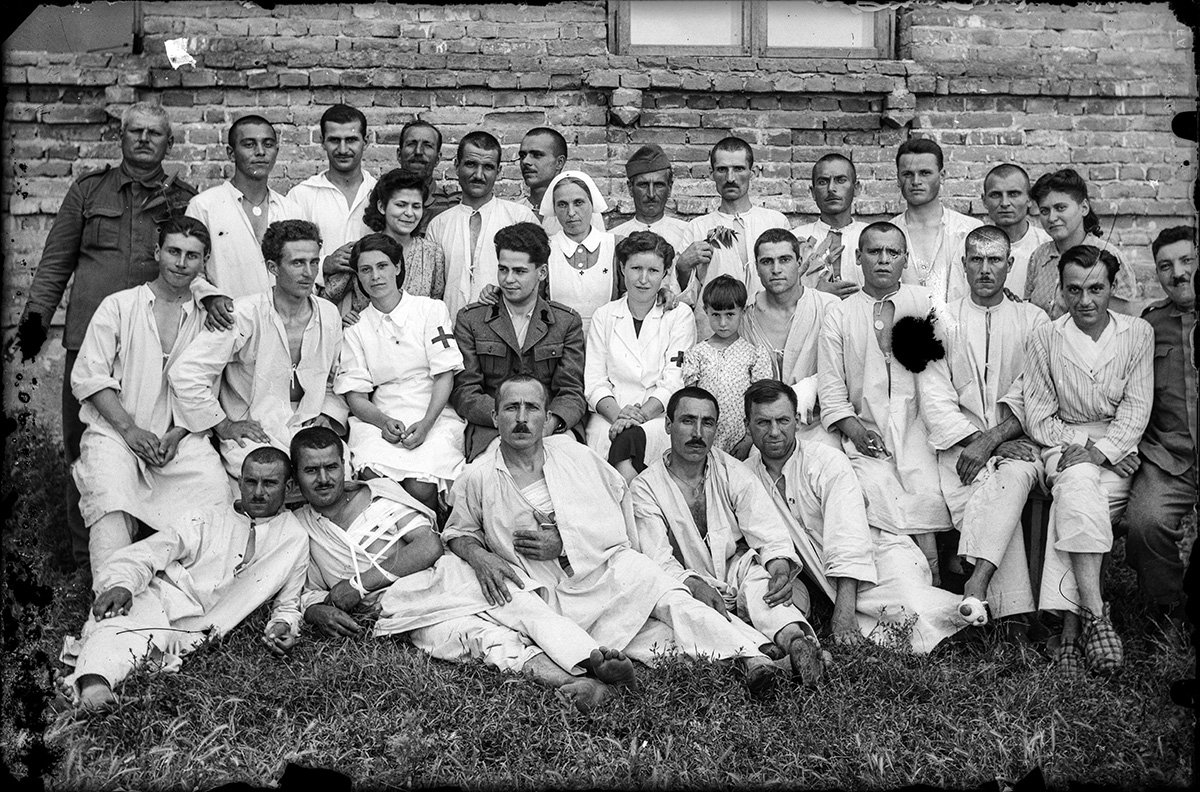
Asistente medicale din România alături de bărbați răniți în război

Pregătirea asistentelor în spital a ajuns în prim-plan la începutul anilor 1900, accentul fiind pus pe experiența practică. Școala în stil Nighingale a început să dispară. Spitalele și medicii vedeau asistentele ca pe o sursă de muncă gratuită sau ieftină. Exploatarea asistentelor de către angajatori și medici nu a fost neobișnuită.
Până la începutul Primului Război Mondial, îngrijirea militară nu era încă lăsată pe mâinile femeilor în Marea Britanie; 10.500 de asistente medicale s-au înscris în Serviciul de Asistență Militară Imperială al Reginei Alexandra (QAIMNS) și în Serviciul de Asistentă al Forțelor Aeriene Regale al Prințesei Mary. Aceste servicii datau din 1902 și 1918 și se bucurau de sponsorizare regală. Au existat, de asemenea, asistente ale Detașamentului de Ajutor Voluntar (VAD) care fuseseră înscrise de Crucea Roșie. Femeile s-au alăturat constant ca asistente pe tot parcursul conflictelor. La sfârșitul războiului, în QAIMNS erau 10.404 asistente instruite. 
În Regatul României, printre femeile care s-au remarcat în anii primului război se numără Virgilia Braniște, soră de caritate la Crucea Roșie din Brașov, Elena Cancicov, profesoară de liceu și soră de caritate moartă la datorie, și Pauline Jordan, infirmieră americană din Maine venită în România ca membră a Misiunii Sanitare Franceze.
Profesia de asistentă medicală s-a transformat odată cu Al Doilea Război Mondial. În Statele Unite, asistența medicală din Armată și Marină a fost percepută ca o ofertă atractivă, 30% din populație oferindu-se ca voluntar pentru serviciu – o proporție mai mare decât orice altă ocupație din societatea americană. Cele 59.000 de femei din Corpul de asistenți ai Armatei și cele 18.000 din Corpul de asistenți ai Marinei au fost selectate la început de către civili ai Crucii Roșii. Bărbații nu erau acceptați. 
Imaginea publică a asistentelor a fost foarte favorabilă în timpul războiului, portretul de eroine fiind încurajat de filme hollywoodiene precum Cry 'Havoc' (1943).
Odată cu creșterea așteptărilor privind egalitatea la locul de muncă la sfârșitul secolului al XX-lea, asistența medicală a devenit o profesie oficial neutră din punct de vedere al genului, deși, în practică, procentul de asistenți medicali de sex masculin rămâne, la începutul secolului al XXI-lea, cu mult sub cel al femeilor medic.

## Specializări

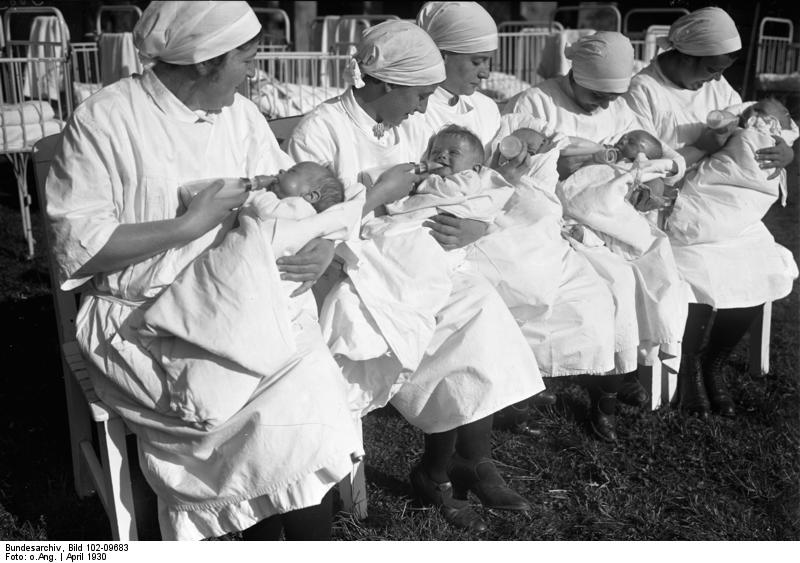
Asistente medicale din Berlin hrănind bebeluși, 1930

Asistenții medicali profesează într-o gamă largă de situații și medii, procesul de îngrijijre mulându-se pe nevoile pacientului. Principalele ramuri sunt: 
- comunități/public
- familie/individ pe toată durata vieții
- gerontologie
- pediatrie
- oncologie
- neonatal
- radiologie
- odontologie
- sănătatea femeilor
- sănătate mintală
- informatică (E-sănătate)
- spitale de îngrijire acută
- ambulatoriu (cabinete medicale, centre de îngrijire urgentă, tabere etc.)
- infirmerie de școală/facultate